# Jan Chodkiewicz
Jan Hieronimowicz Chodkiewicz (litevsky Jonas Chodkevičius, bělorusky Ян Геранімавіч Хадкевіч) (1537 - 4. srpna 1579, Vilnius) byl významným polsko-litevským šlechticem 16. století. Držel tyto úřady: nejvyšší stolník litevského velkoknížectví (1559), generální guvernér Žmudi (1563), vojvoda Žmudi (1564), starosta Telšiai a Plateliai (1566), livonský hejtman a guvernér, litevský maršálek (1566), starosta Kaunasu (1569), hrabě ze Škloŭ (1568) a vilenský purkmistr (1574).

## Život
Chodkiewicz byl jedním z nejslavnějších polsko-litevských magnátů 16. století. Vychováván byl v kalvínské víře, studoval na univerzitách v Královci, Lipsku a Wittenbergu. Od roku 1552 do roku 1555 působil ve službách císaře Karla V. Poté vstoupil do služeb litevského velkoknížectví. V roce 1558 Jan Chodkiewicz získal úřad livonského hejtmana a byl poslán bránit Livonsko proti carovi Ivanovi IV., který se snažil získat přístup k Baltskému moři. S pomocí litevského kancléře Michaela Radziwiłla se mu podařilo pevně připojit Livonsko k Litvě. Ubráněné území však ještě dlouho zůstalo cílem ruských útoků. V roce 1564 se stal vojvodou Žmudi, v roce 1566 litevským maršálkem, guvernérem Livonska a v roce 1574 vilenským purkrabím.
Stejně jako jeho strýc byl velkým protivníkem unie Litvy s Polskem. Vedl také litevskou delegaci na zasedání připravujícím smlouvu o uzavření unie mezi Polskem a Litvou. Jan na zasedání přednesl dlouhou vášnivou řeč o rovnosti a nezávislosti obou národů. Nakonec „ se poklonil královské moci, poukázal na ty části dohody, které byly pro Litvu nepřijatelné, a prohlásil, že se podvolil královské vůli pouze s nejhlubším zármutkem.“ Ve skutečnosti v roce 1589 zajistila Lublinská unie, že si litevské velkoknížectví zachovalo svou vlastní vládu a samostatné zákony až do konce trvání společného státu v roce 1795.  
V roce 1570 Jan Chodkiewicz konvertoval ke katolictví a stal se velkým podporovatelem jezuitů.
Před rokem 1559 se oženil s kalvínkou Krystynou Zborowskou v Krakově. Krystyna byla dcerou krakovského purkrabího Marcina Zborowského a Anny Konarské. Zůstala kalvínkou i po Janově konverzi a proti jeho vůli vychovala v kalvínské víře jejich dcery.
Měli celkem sedm dětí, z toho tři syny a čtyři dcery. Všechny kromě Alexandra se narodily ve Vilně. Nejstarší Jeroným v roce 1559; Alexandr se narodil v Trokách v roce 1560; Jan Karel v roce 1560; Anna v roce 1562; Žofie v roce 1564, Alžběta v roce 1568; a Alexandra v roce 1576.
Jan Chodkiewicz zemřel 4. srpna 1579 a byl pohřben ve Vilenské katedrále sv. Stanislava.

## Manželství a potomci
Jan se oženil s Krystynou Zborowskou h. Jastrzębiec (1540-1588), dcerou Marcina Zborowského a Anna Konarské h. Abdank, dcery Stanislava Konarského h. Abdank a Žofie Lanckorońské h. Zadora. Měli spolu sedm dětí.
- Alexandr Chodkiewicz (1560-1626), trocký vojvoda, oženil se s Eufemií Sienieńskou h. Dębno, dcerou podolského vojvody Jana Sienieńského h. Dębno a Kateřiny Korniaktové h. Krucyni, dcery Konstantina Korniakta h. Krucyni
- Jan Karel Chodkiewicz (1561-1621), vilenský vojvoda a hejtman, oženil se s Žofií Mieleckou h. Gryf, dcerou podolského vojvody a hejtmana Mikuláše Mieleckého h. Gryf a kněžny Alžběty Radziwiłłové h. Trąby. Jeho druhou manželkou byla kněžna Anna Aloisie Ostrogska h. Ostrogski, dcera volyňského vojvody knížete Alexandra Ostrogského h. Ostrogski a Anna Kostkové h. Dąbrowa
- Jeroným Chodkiewicz (zemřel 1576), svobodný
- Žofie Chodkiewiczová (zemřela 1576), provdala se za litevského maršálka Kryštofa Drohostajského h. Leliwa
- Anna Chodkiewiczová (zemřela 1626), provdala se za knížete Jáchyma Koreckého h. Pogoń Litewska
- Alexandra Chodkiewiczová, provdala se za knížete Adama Wiśniowieckého h. Korybut
- Alžběta Chodkiewiczová, provdala se za knížete Jana Żylińského a později za Samuela Wołłowicze h. Bogorya

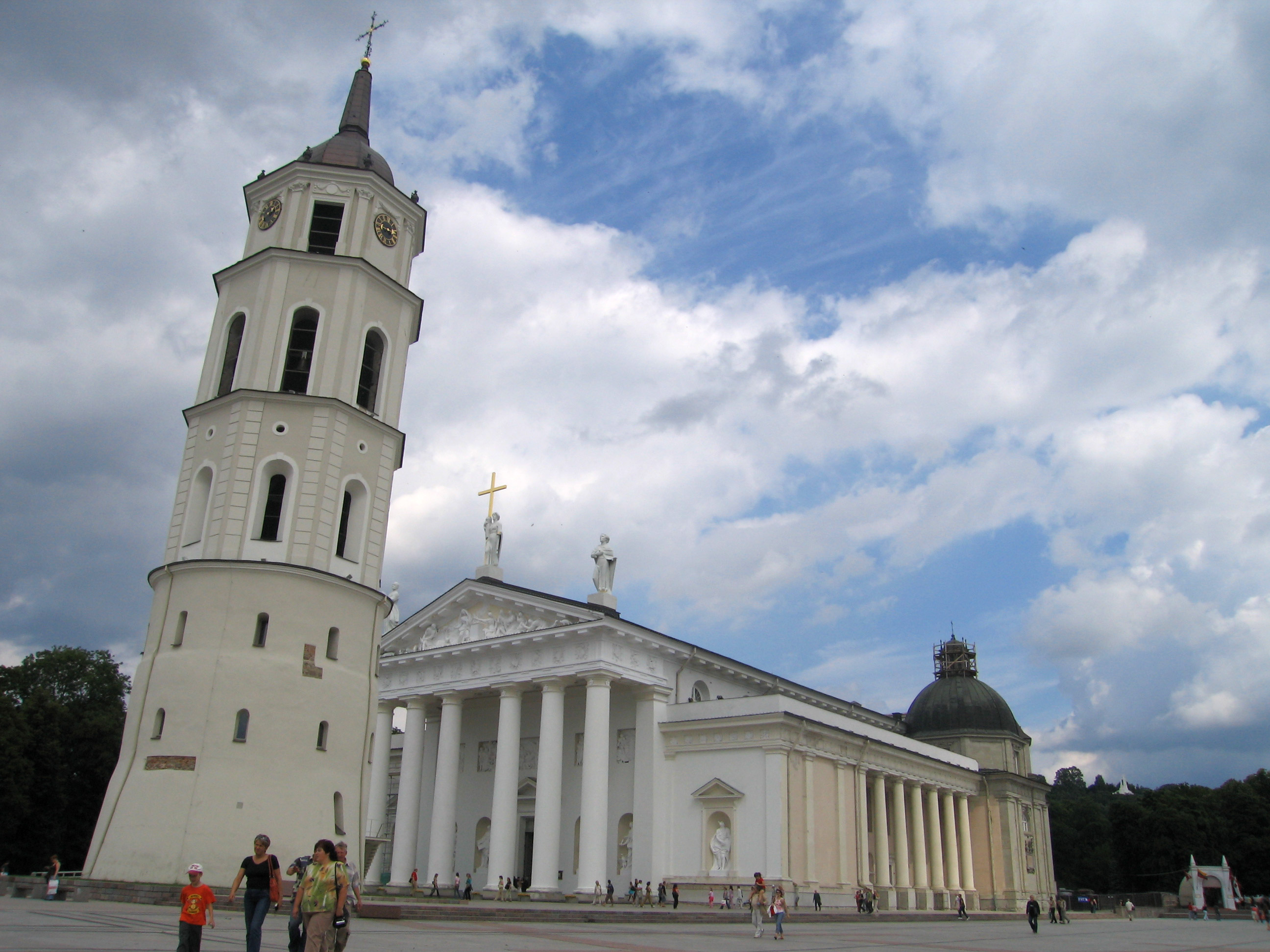
Katedrála ve Vilně, místo Janova pohřbu